# Chiesa di San Vigilio (Siena)

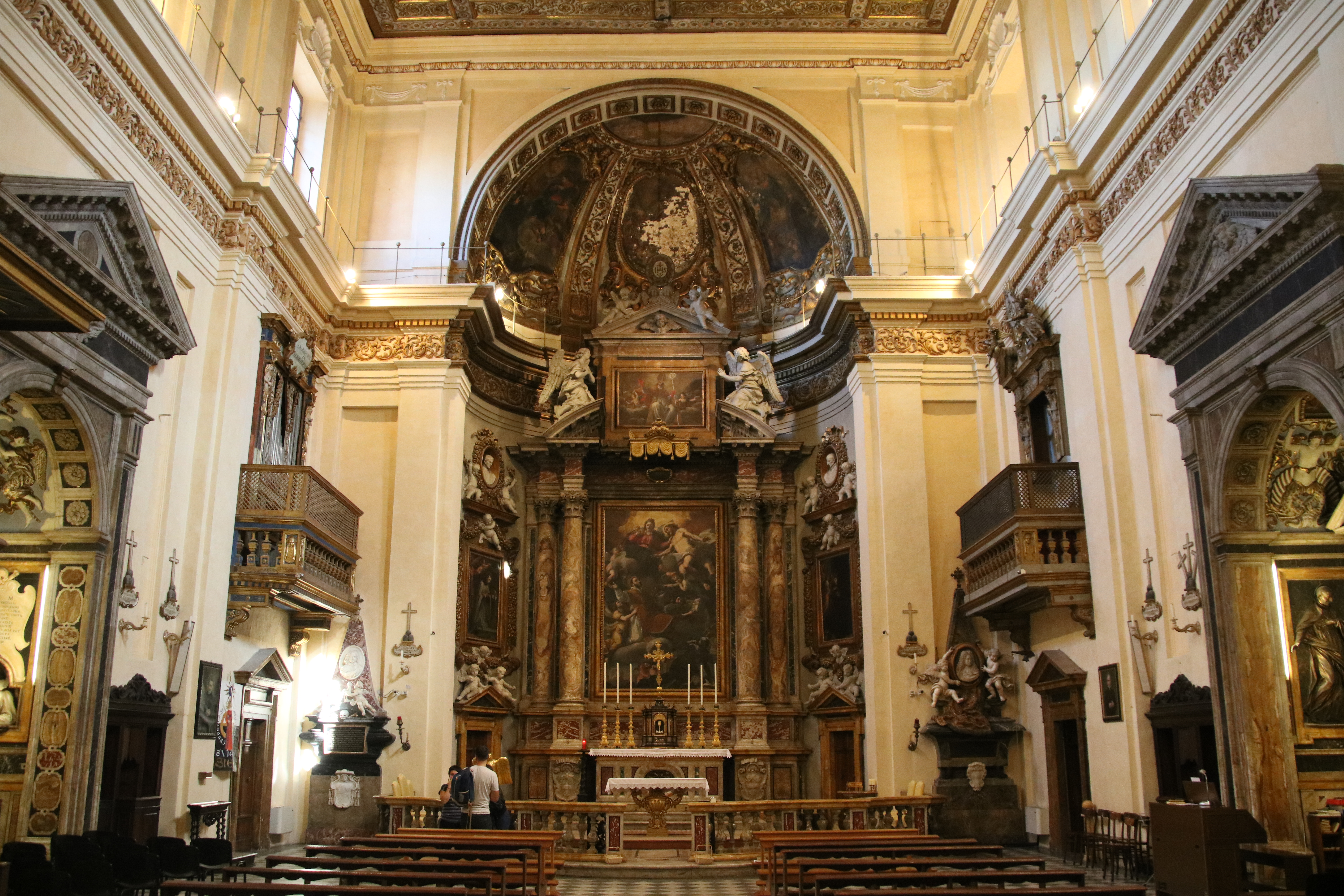
Interno

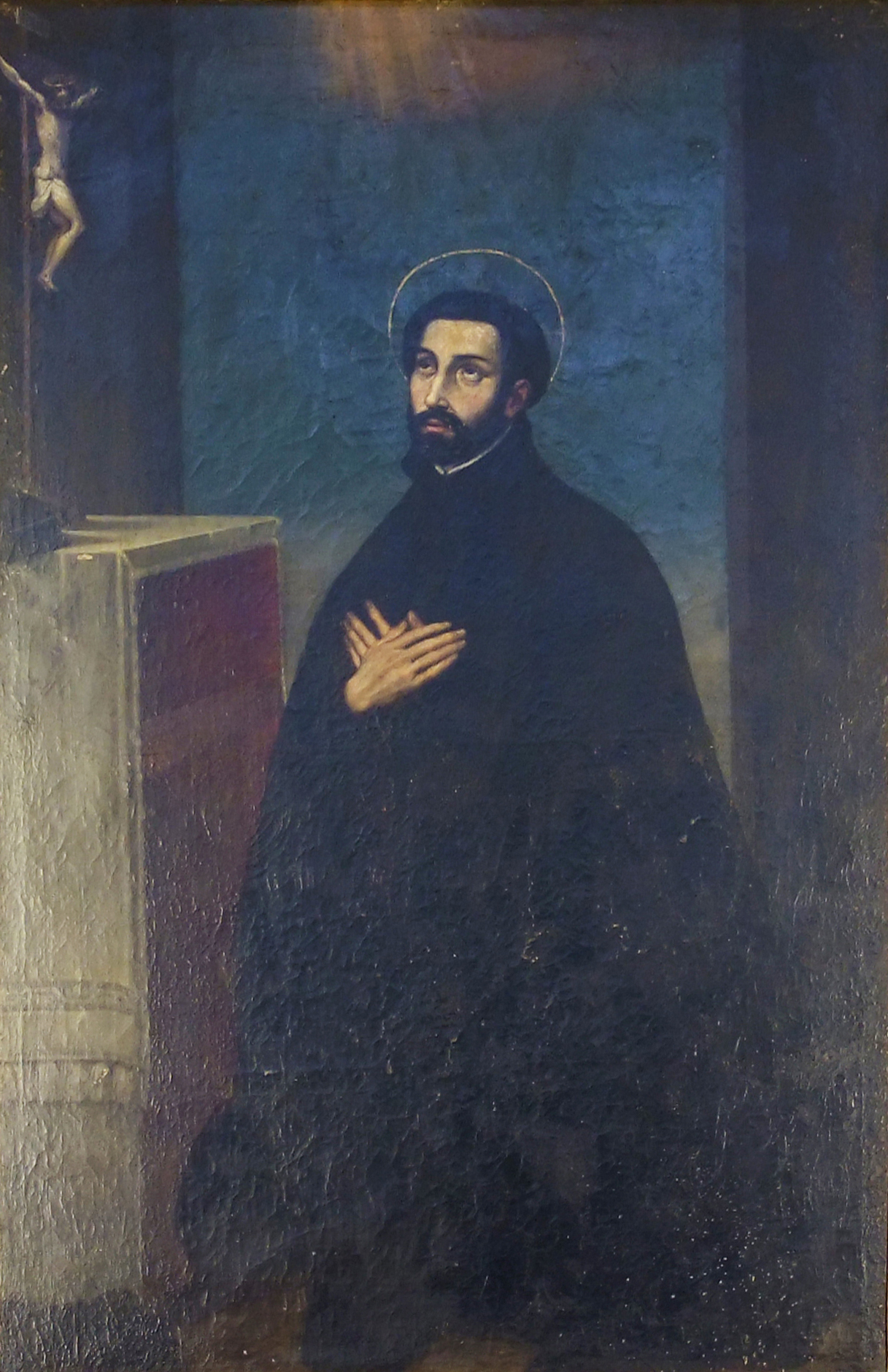
Francesco Vanni, San Francesco Saverio

La chiesa di San Vigilio è un luogo di culto cattolico che si trova a Siena, in via di San Vigilio, dedicato a san Vigilio Vescovo e Martire.
Attualmente è sede della Cappella Universitaria di Siena e vi è presente una comunità delle Suore Figlie della Chiesa. Negli ambienti dell'ex monastero si trova oggi la sede centrale dell'Università degli Studi di Siena.

## Storia
Fu fondata dalla famiglia Ugurgieri nell'XI secolo e istituita come parrocchia. Nel 1131 fu donata ai monaci Camaldolesi che vi risiedettero fino al 1420. La chiesa, il convento e la commenda andarono quindi a personaggi illustri della Città. Nel 1556 venne ceduta alla Compagnia di Gesù e cessò di essere parrocchia; a tale ordine si deve la ristrutturazione che in larga parte generò la fisionomia attuale dell'edificio.
Nel 1759, soppressi i Gesuiti, il complesso passò ai monaci benedettini vallombrosani, che rifecero la facciata su disegno di Antonio Matteucci. Espropriati i vallombrosani durante il governo napoleonico della Toscana, nel 1816 il Granduca Ferdinando III insediò nel palazzo adiacente alla sede dell'Ateneo senese. La chiesa passò tuttavia in proprietà all'arcidiocesi e fu officiata dai confratelli della Compagnia laicale del SS. Sacramento, oggi estinta. Il 26 agosto 1991 l'arcivescovo Gaetano Bonicelli eresse presso questa chiesa la Cappella Universitaria di Siena, con l'intento di assicurare un'adeguata cura pastorale ai numerosi studenti dell'Università provenienti dall'Italia e dall'estero.

## Descrizione
La chiesa ha il soffitto ornato di quindici grandiosi comparti del pittore senese Raffaello Vanni con cornicioni intagliati e rosoni messi riccamente a oro, esprimenti il Giudizio Universale.
Le cappelle e gli altari sono di ricchi e fini marmi.
La chiesa si segnala anche per la ricca ornamentazione scultorea. In particolare: il Sant'Ignazio de Lojola e il Beato Colombini, altorilievi in bronzo eseguiti da Rocco Tamburani; il monumento funebre a Marcello Biringucci di Bartolomeo Mazzuoli; il gran Crocifisso bronzeo di Ferdinando Tacca (1644).
Sopra un'apposita cantoria sulla parete di sinistra della navata, nei pressi della parete di fondo, vi è l'organo a canne, costruito nel 1799 da Giovanni Battista Ramai; lo strumento è a trasmissione integralmente meccanica e dispone di 14 registri su unico manuale e pedale. Sulla parete opposta, vi sono una cantoria e una cassa lignea simmetriche, vuote. Un secondo organo a canne è a pavimento nella navata: si tratta di un positivo a cassapanca della ditta Steinmann, risalente alla seconda metà del XX secolo, con 9 registri su unico manuale.

### Altare maggiore
Fu fatto costruire dai fratelli Marcello e Lattanzio Biringucci. La tela che rappresenta Sant'Ignazio di Loyola in gloria è un dipinto di Mattia Preti. Al centro vi è un ricchissimo ciborio tutto incrostato di pietre dure ed è ornato di laminette di bronzo dorato. Sotto la mensa vi sono molte reliquie di santi martiri, presumibilmente trasportate dai Gesuiti dal Giappone.
Lateralmente vi sono i dipinti di San Tanislao e quello vaghissimo di San Luigi Gonzaga dipinti da Francesco Vanni con i plastici dorati, lavoro di Bartolomeo Mazzuoli.
I tre affreschi sopra la nicchia dell'altare sono di Annibale Mazzuoli ed il frontone con San Vigilio è del Montorselli.
Segue, prossimo alla sagrestia, il deposito in marmo di Marcello Biringucci, benefattore delle scienze e arti senesi, scolpito da Bartolomeo Mazzuoli nel 1745.

### Altri altari
L'altare del Santissimo Nome di Gesù sotto la sagrestia è di marmo, scolpito da Alessandro Redi e da Dionisio Mazzuoli. Il Nome di Gesù in bronzo dorato, il Sant'Ignazio, il beato Giovanni Colombini e il San Bernardino ad alto rilievo sono di bronzo al disegno attribuito al Gianlorenzo Bernini, eseguiti in Roma per ordine del cardinale Flaminio del Taja. Nel mezzo dell'altare vi è la reliquia di un santo martire di cui si conosce solo il nome di san Flaminio fatto riporre, si crede, dal Taja.
L'altare di San Francesco Saverio, anch'esso è tutto di marmo, ha una tela dipinta da Francesco Vanni; i due laterali raffiguranti i miracoli del santo sono del Volterrano. La mensa ha forma di monumento con la reliquia di un santo martire.
Segue l'altare della Madonna di Loreto, pure marmoreo. In mezzo a un ornato di legno dorato e dentro a una cornice di bronzo dorato che sostiene il cristallo vi è la miracolosa immagine in statua di Maria Santissima di Loreto col Bambino Gesù. Sotto l'altare un'urna con reliquie di santi martiri. I laterali sono dipinti di Francesco Vanni, uno esprimente l'Assunzione di Maria Vergine, l'altro il Trasporto della Santa Casa.
L'altare di Sant'Anna ha una tela con Sant'Anna è del Romanelli. I due laterali rappresentanti Fatti della Santissima Vergine si crede siano del Montorselli. Sotto la mensa di quest'altare vi è un'urna foderata di velluto cremisi e seta con entro la reliquia di san Felice martire.
Sull'altare di San Torello la tela è del Gambacciani, come pure i laterali, rappresentanti alcuni fatti del santo; anche sotto quest'altare vi è un'urna con reliquie di un santo martire. Il frontone è un dipinto del Romanelli.
Infine, l'altare del Santissimo Crocifisso è nella cappella fondata dalla famiglia De Vecchi, in cui vi è un Crocifisso gettato da Pietro Tacca, con attribuzione tradizionale però ad Alessandro Algardi. I marmorei busti di Pietro De Vecchi e di Giulia Verdelli, sua consorte, sono fini sculture di Giuseppe Mazzuoli. L'urna che è sotto l'altare tiene racchiuse le reliquie del martire San Fortunato.
Quindi si trova l'altro monumento di marmo eretto nel 1658 ad Antonio Rospigliosi, gesuita e nipote del papa Clemente IX, opera dello scalpello di Giovanni Antonio Mazzuoli, scultore senese.

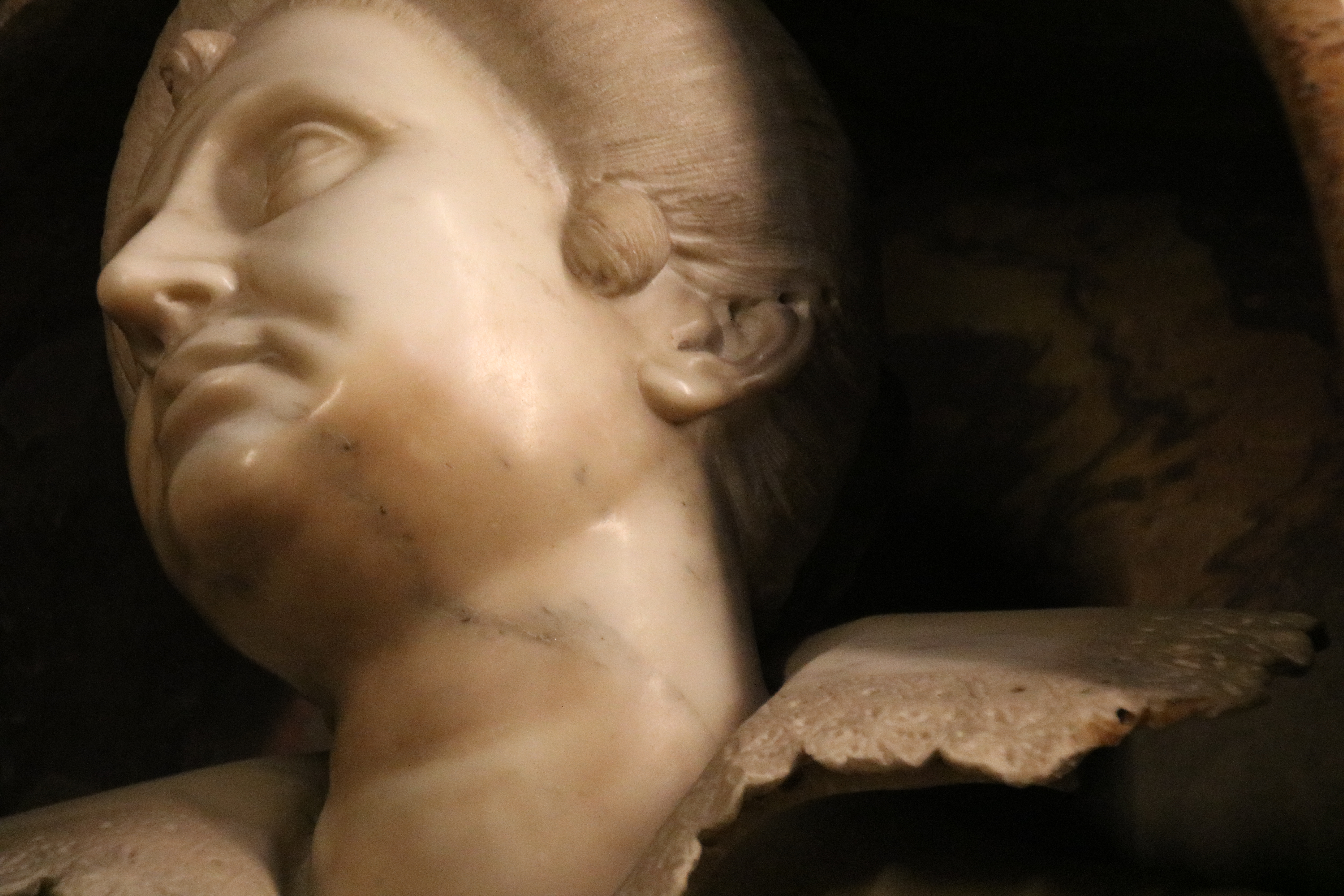
Busto di Giulia Verdelli di Giuseppe Mazzuoli, 1684

### Sagrestia
Annessa alla chiesa vi è la sagrestia consistente in due grandiose stanze una delle quali è riccamente corredata di panche e residenze di noce impiallacciate. Vi sono diversi affreschi di cui se ne ignora l'autore.